# Route nationale 2 (Roumanie)
Pour les articles homonymes, voir Route nationale 2.
La DN2 (Drumul Național 2) est une route nationale importante en Roumanie qui relie Bucarest à la partie nord-est du pays en rejoignant la frontière avec l'Ukraine au niveau de la ville de Siret. Elle part de Bucarest en passant par les villes roumaines de Buzău, Focșani, Bacău, Roman et Suceava.

## Description
La DN2 est considérée comme la route nationale la plus dangereuse de Roumanie. La route a des taux d'accidents élevés et le tronçon Bucarest-Săbăoani est le plus touché, en raison des conducteurs qui n'utilisent pas correctement les voies d'urgence, cela a incité le CNAIR (la Compagnie nationale roumaine des routes) à procéder à des aménagements à 2+1 voies pour limiter les risques d'accidents. De plus, il est prévu que l'autoroute A7 supporte une partie du trafic de la DN2.

## Tracé
| Km     | Agglomérations | Carte interactive |
| ------ | -------------- | ----------------- |
| 0 km   | Bucarest       |                   |
|        | Voluntari      |                   |
|        | Urziceni       |                   |
|        | Buzău          |                   |
|        | Râmnicu Sărat  |                   |
|        | Focșani        |                   |
|        | Mărășești      |                   |
|        | Adjud          |                   |
|        | Bacău          |                   |
|        | Roman          |                   |
|        | Fălticeni      |                   |
|        | Suceava        |                   |
| 446 km | Siret          |                   |

## Gallery

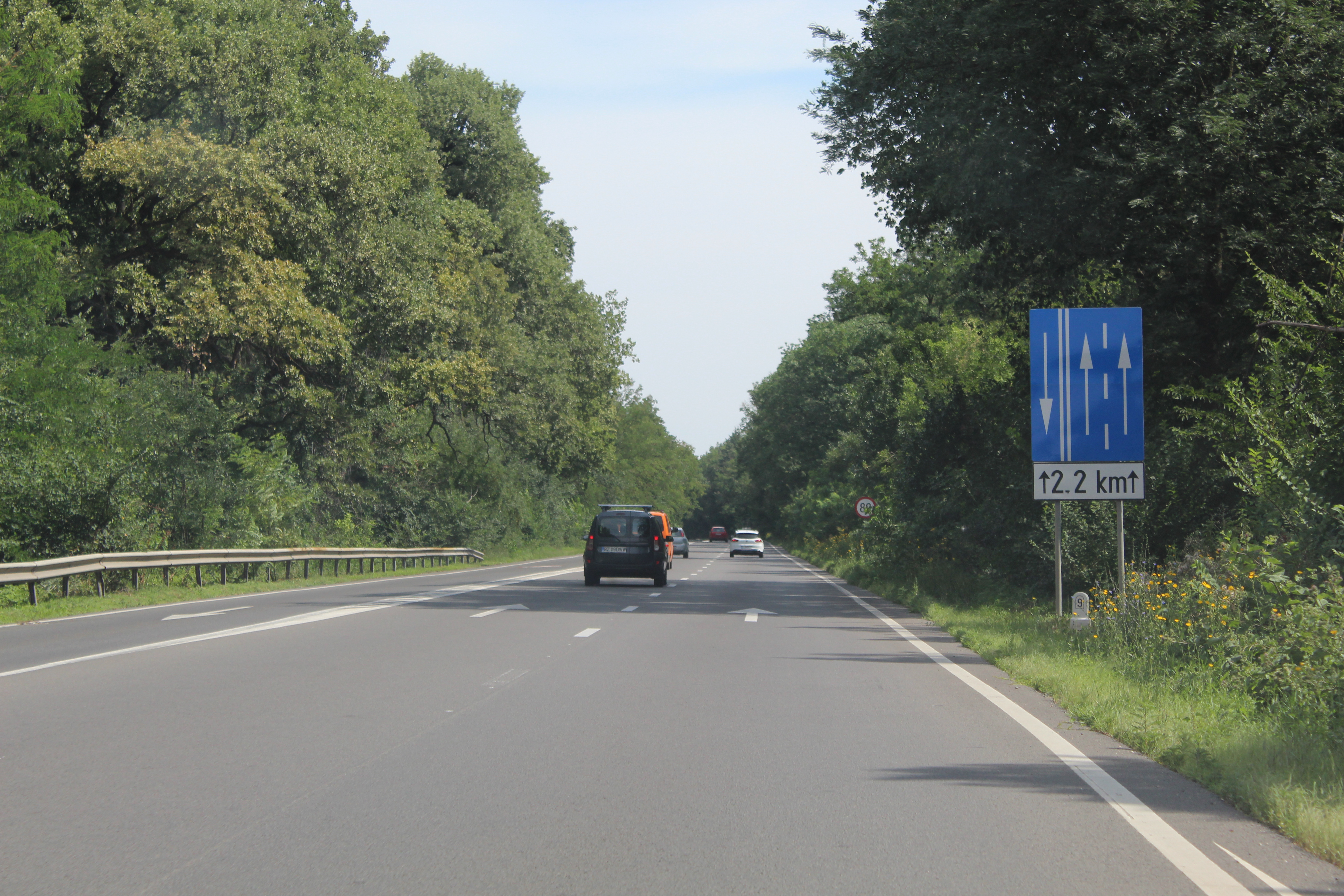
DN2 en forêt de Sinești, 2022.
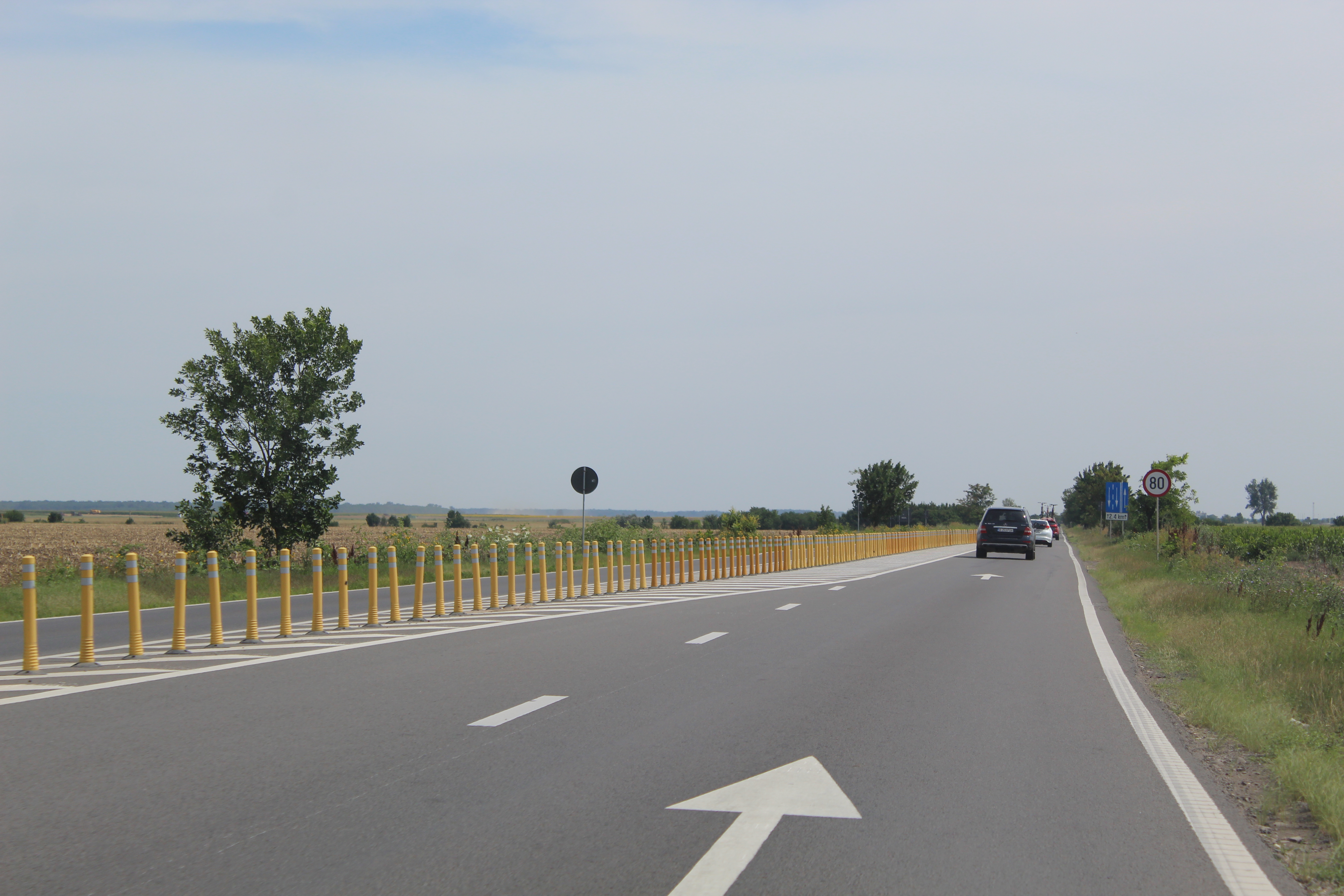
DN2 entre Sinești et Movilița.
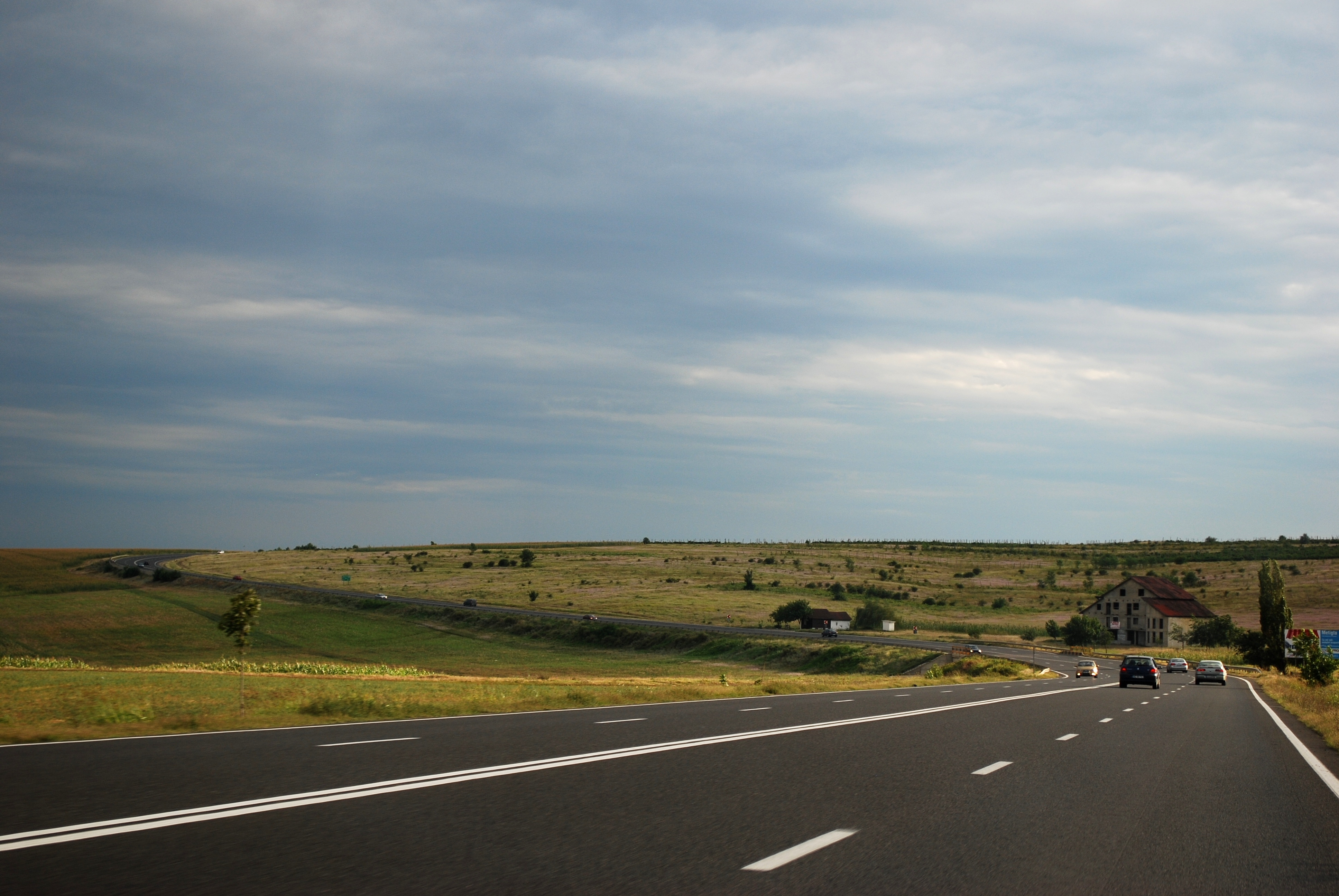
DN2 dans le Județ de Buzău.
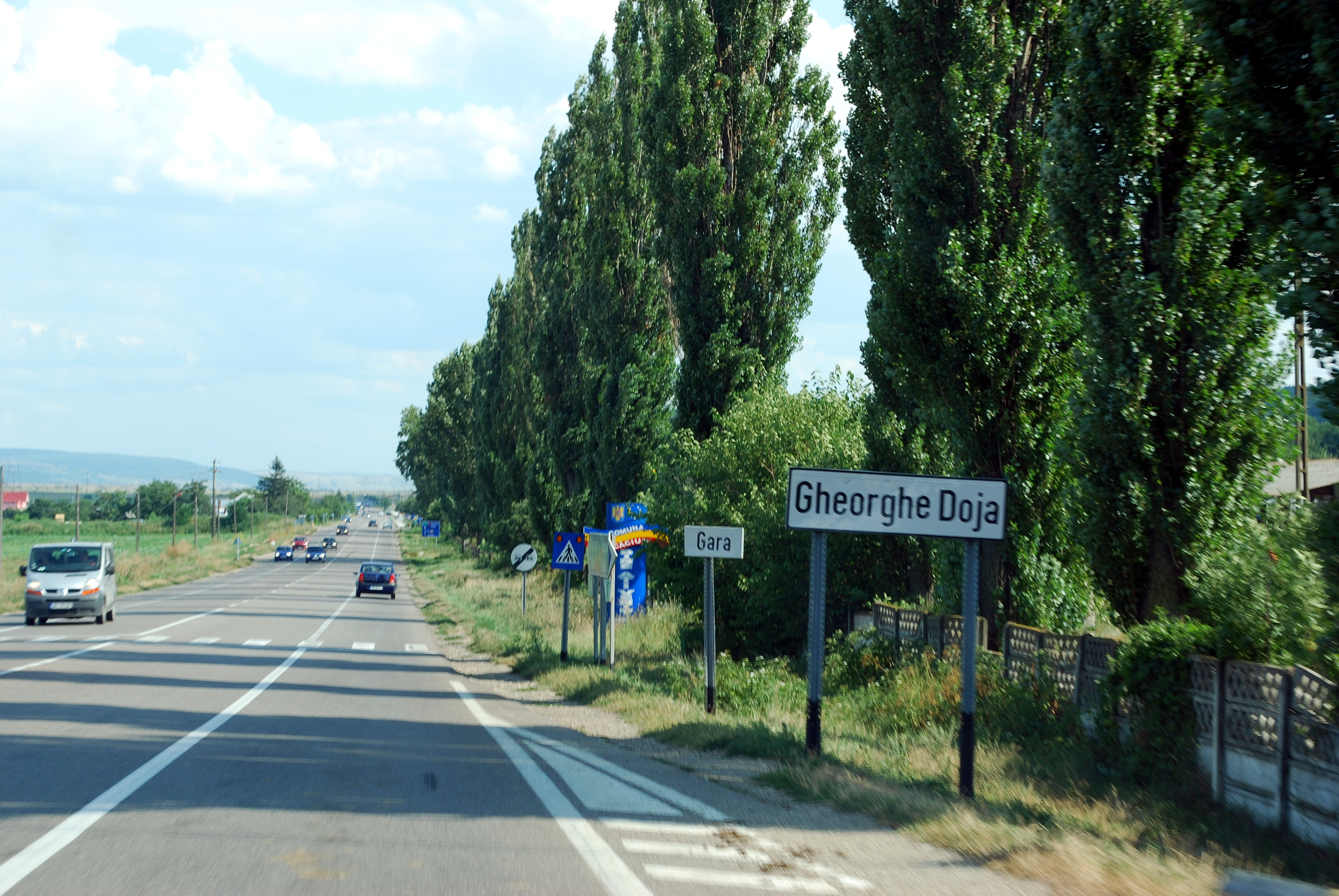
DN2 entrant à Gheorghe Doja.